# Ferdinand Alois Stentrup
Ferdinand Alois Stentrup SJ (* 8. Juli 1831 in Münster; † 15. Juli 1898 in Kalksburg) war ein deutscher römisch-katholischer Theologe und Jesuit.

## Leben
Er studierte von 1850 bis 1858 Philosophie und Theologie im Collegium Germanicum in Rom. Er trat am 12. November 1858 in die österreichische Ordensprovinz der Gesellschaft Jesu ein. Er lehrte als Professor der Philosophie in Preßburg und von 1867 bis 1893 als ordentlicher Professor der Dogmatik an der Universität Innsbruck.

## Schriften (Auswahl)
- Das Dogma von der zeitlichen Weltschöpfung gegenüber der natürlichen Erkenntniß. Mit besonderer Berücksichtigung der Polemik Dieringer's und Dischinger's gegen Kleutgen und die Scholastik. Innsbruck 1870. books.google.de
- Prælectiones dogmaticæ de verbo incarnato. Quas in C. R. Universitate Œnipontana
  - Ps. 1: Christologia. Oeniponte 1882.
  - Ps. 2: Soteriologia. Oeniponte 1889.
- Synopsis tractatus scholastici de deo uno. Oeniponte 1895.